# Fortica (Hvar)
Fortica je tvrđava na vrhu brijega iznad grada Hvara, na adresi ul. biskupa Jurja Dubokovića 80.

## Opis
Renesansna tvrđava koja zaključuje gradske zidine, sagrađena na vrhu brijega koji sa sjeverne strane nadvisuje grad. Dovršena je 1551., a građena je u istom mahu s Fabrikom i Arsenalom. Ističe se s tri polukružna baluarda i bastionom kojim je proširena prema zapadu početkom 17. stoljeća. Izgrađena je na mjestu koje ima kontinuiranu fortifikacijsku funkciju od pretpovijesti.

## Zaštita
Pod oznakom Z-6362 zavedena je pod vrstom "nepokretna kulturna baština - pojedinačna", pravna statusa zaštićena kulturnog dobra, klasificirano kao "vojne i obrambene građevine".